# شركة النصر لصناعة السيارات
شركة النصر لصناعة السيارات هي شركة حكومية مصرية، تابعة للشركة القابضة للصناعات المعدنية إحدى شركات وزارة قطاع الأعمال العام، تعمل في مجال إنتاج السيارات الكهربائية، أنشأت بقرار رئيس جمهورية مصر العربية جمال عبد الناصر رقم 913 لسنة 1960، ضمن مشروع الحكومة المصرية في ذلك الوقت والمسمى «من الإبرة إلى الصاروخ» بهدف تجميع السيارات في المرحلة الأولى ثم الانتقال لتصنيع السيارات بشكل كامل في مرحلة لاحقة، يقع مقرها الرئيسي ومصنعها في منطقة وادي حوف بحلوان جنوب العاصمة المصرية القاهرة، قامت بإنتاج عدة طرازات من السيارات والشاحنات، إلا أنه مع بداية التسعينيات تدهورت أوضاع الشركة وصدر قرار بتصفيتها في نوفمبر 2009، ثم أُعيدت للعمل في مارس 2013، وفي احتفالية رسمية في نوفمبر 2024، أعلن الدكتور مصطفى مدبولي، رئيس مجلس الوزراء، عن إعادة تشغيل الشركة وبدء الإنتاج بمصنع الأتوبيسات، وتستهدف تصنيع وإنتاج سيارات ركوب "ملاكي" عائلية في مايو 2025، وستعمل هذه السيارة بمحركات بنزين وكهربائية.

## التاريخ

شعار النصر للسيارات

يعود تاريخ إنشاء النصر لصناعة السيارات إلى سنة 1957 وذلك عندما صدر قرار وزاري بتشكيل لجنة تضم وزارتي الحربية والصناعة لدراسة وإنشاء شركة ومصنع لإنتاج الشاحنات والحافلات في مصر، وتم دعوة شركات عالمية للمشاركة في التأسيس، وأُسند المشروع إلى شركة "Klöckner-Humboldt-Deutz" الألمانية سنة 1959، وفي 23 مايو 1960 صدر قرار رئيس جمهورية مصر العربية جمال عبد الناصر رقم 913 بتأميم الشركة وتسميتها شركة النصر لصناعة للسيارات، تم افتتاح خطوط التجميع في مصنع الشركة بمنطقة وادي حوف سنة 1960 على مساحة 480 ألف م²، وتوالت عقود مشروعات تصنيع سيارات الركوب مع شركة "NSU" الألمانية وشركة فيات الإيطالية، والجرارات الزراعية مع شركة "IMR" اليوغسلافية والمقطورات مع شركة «بلاوهيرد» الألمانية، ونظراً لزيادة الأعمال تم زيادة مساحة المصنع لتبلغ حوالي 1660000 م².
كان الهدف الرئيسي من إنشاء الشركة تجميع السيارات في المرحلة الأولى ثم الانتقال لتصنيع السيارات بشكل كامل في المرحلة الثانية، وبدأت الشركة ب 290 عاملًا حتى وصلت لأكثر من 12 ألف عامل من العمالة الفنية، بالإضافة إلى العمالة في مصانع الصناعات المغذية للشركة، وعملت شركة النصر على تجميع سيارات فيات في مصانعها وحازت على ثقة المصريين، وكانت أكثر السيارات مبيعًا في السوق المصرية، كما استمرت النصر في تصنيع سيارات فيات التي تم إنتاجها في إيطاليا بالتعاون مع شركات السيارات المتعاونة مع فيات والحاصلة على ترخيص بتعديل هذه الموديلات، وظلت النصر تنتج السيارة نصر 128 - أنتجتها فيات سنة 1969 - بالتعاون مع شركة يوجو الصربية، وأنتجت شركة النصر أيضا السيارة نصر شاهين وهي موديل معدل في شركة "Tofaş" التركية من السيارة فيات 131، وكذلك السيارة «فلوريدا» بالتعاون مع شركة يوجو الصربية، وهي نموذج معدل من سيارة فيات 128.
مع بداية التسعينيات شجعت الحكومة المصرية على إنشاء مصانع خاصة لإنتاج وتجميع السيارات، وبدأت عدة شركات عالمية بإنشاء مصانع لها في مصر وقدمت عدة موديلات حديثة تلبي احتياجات المستهلك مقارنة بما كانت تقدمه شركة النصر من موديلات أوقف إنتاجها في مصانع فيات منذ سنوات، حيث ظهرت ماركات أخرى مثل سوزوكي، بيجو وأوبل التابعة لمصنع جنرال موتورز مصر العامل في مصر منذ نهاية السبعينيات، وفي ظل هذا التنوع الكبير والمنافسة الشرسة، وعدم توافر عملات أجنبية لإبرام اتفاقيات السيارات المراد تجميعها، والسياسات الاقتصادية الخاصة بتحرير سعر الصرف والتي انتهجته الحكومة في ذلك الوقت، بالإضافة إلى سياسات الحكومة في التسعير الجبري المنخفض للسيارات خلال فترة السبعينيات وأوائل الثمانينيات، لتيسير حصول المواطنين على سيارة بما يتناسب ومتوسط دخل الفرد في مصر، كل تلك الأسباب أدت إلى انخفاض مبيعات الشركة بشدة مما أدى إلى زيادة الديون المتراكمة عليها.
بدأت إجراءات تصفية شركة النصر لصناعة السيارات بسبب تراكم مديونياتها إلى حوالي مليار جنيه مصري، وتم تقليص عدد العمالة من 10 آلاف إلى 300 عامل، حيث قدمت الشركة ميزانياتها محققة خسائر 165 مليون جنيه، وفي 17 نوفمبر 2009 صدر قرار من رئيس الشركة القابضة للصناعات المعدنية المالكة لشركة النصر بتصفية الشركة وإحالة العاملين إلى المعاش المبكر، وفي مارس 2013 أقر مجلس الشورى عودة الشركة للعمل لكن تحت إشراف وزارة الدولة للإنتاج الحربي والتي وافقت على إعادة المصنع للعمل تحت إشرافها في أبريل 2013، عاودت الشركة الإنتاج في مجال الصناعات المغذية لصناعة السيارات، وأُجريت مفاوضات لتسوية مديونيات الشركة لتمكينها من العمل بشكل جيد، وفي أكتوبر 2016 عادت تبعية الشركة للشركة القابضة للصناعات المعدنية مرة أخرى، وفي أغسطس 2022 دُمجت الشركة الهندسية لصناعة السيارات في شركة النصر وذلك لإنشاء كيان متخصص في إنتاج وتصنيع السيارات الكهربائية.

## المنتجات
- رمسيس II
- نصر1100
- نصر 1300
- نصر 1600
- نصر 2300
- نصر 2600
- نصر 128
- نصر 124
- نصر 131
- نصر 133
- نصر 127
- نصر 126
- نصر فيورا
- نصر ريجاتا
- نصر بولونيز
- نصر دوجان
- نصر شاهين
- نصر فلوريدا
- نصر اتوبيس
- نصر لوري
- نصر جرار زراعي

## معرض الصور

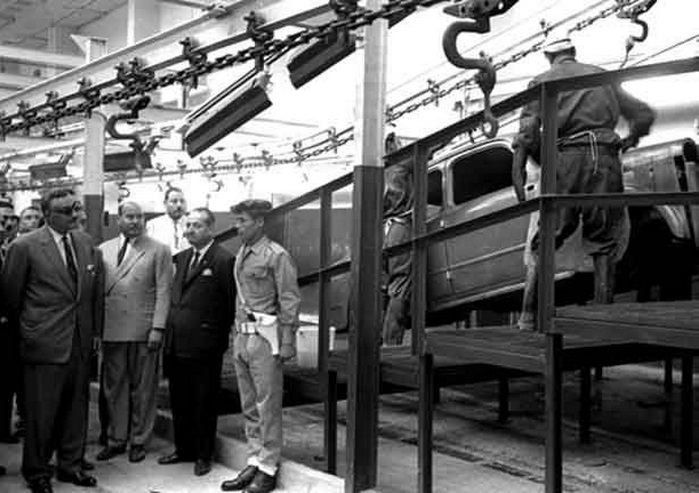
مصنع النصر للسيارات
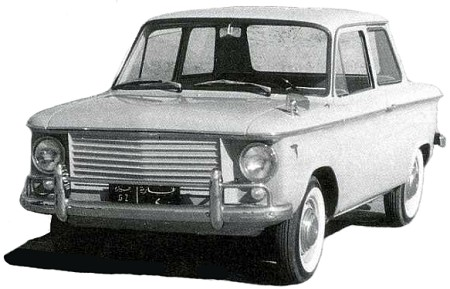
رمسيس
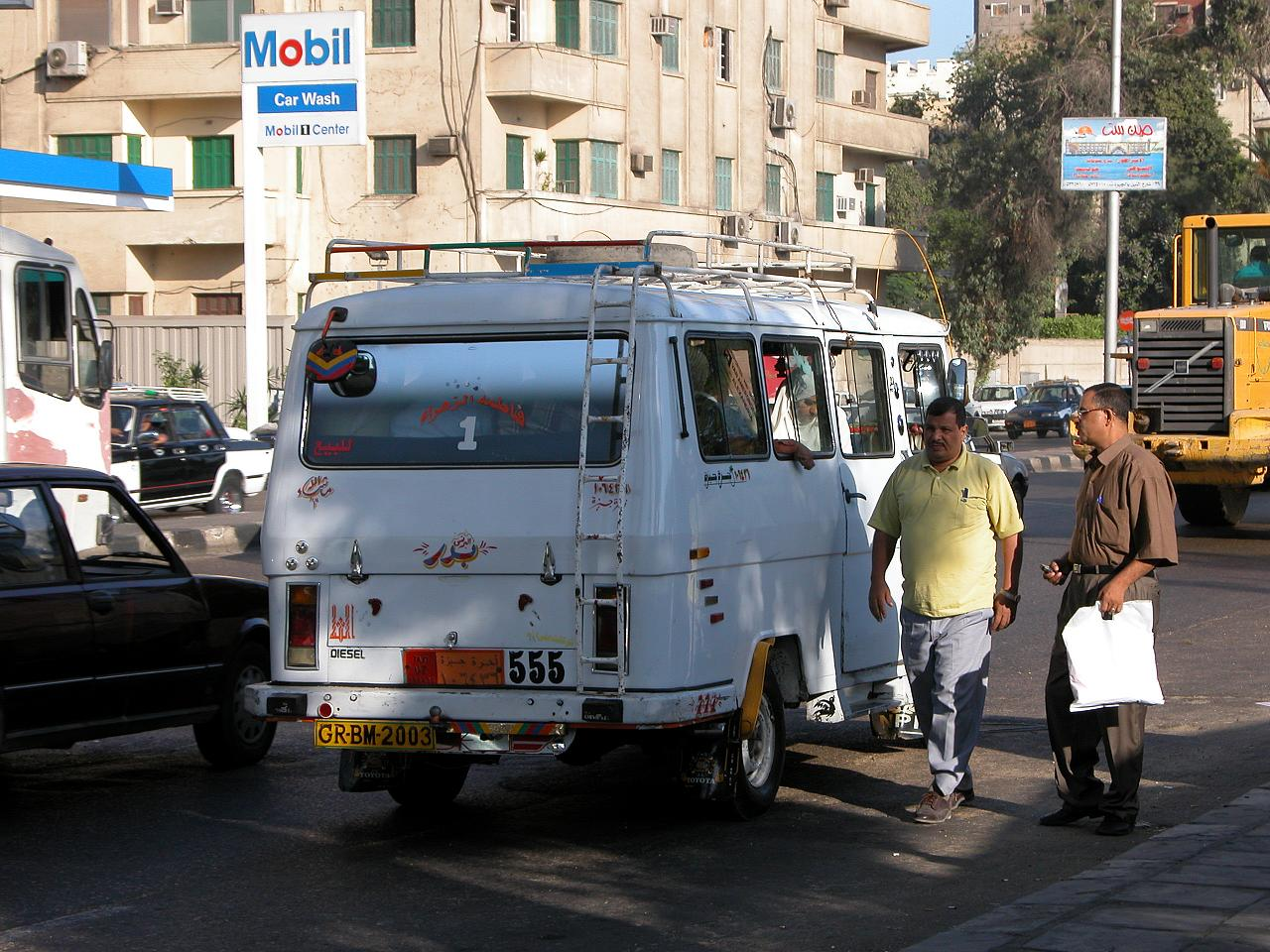
ميكروباص رمسيس
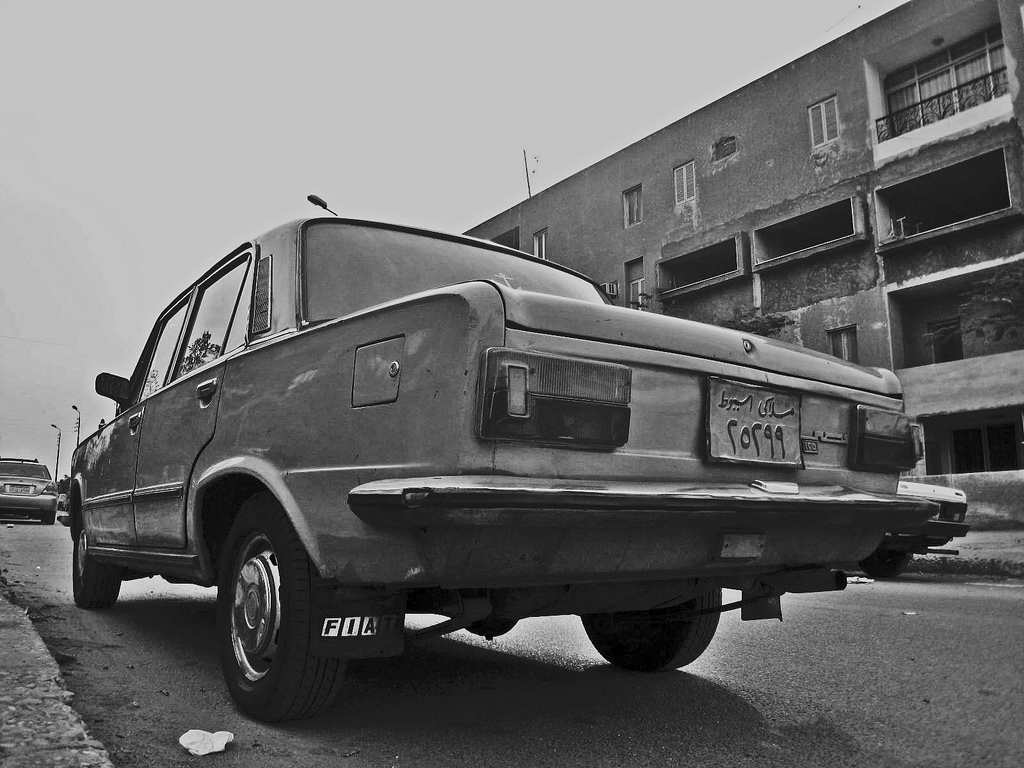
نصر 125
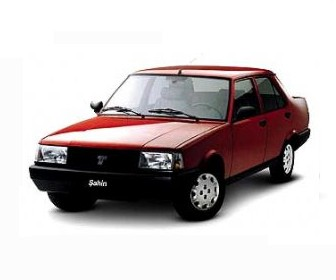
نصر شاهين
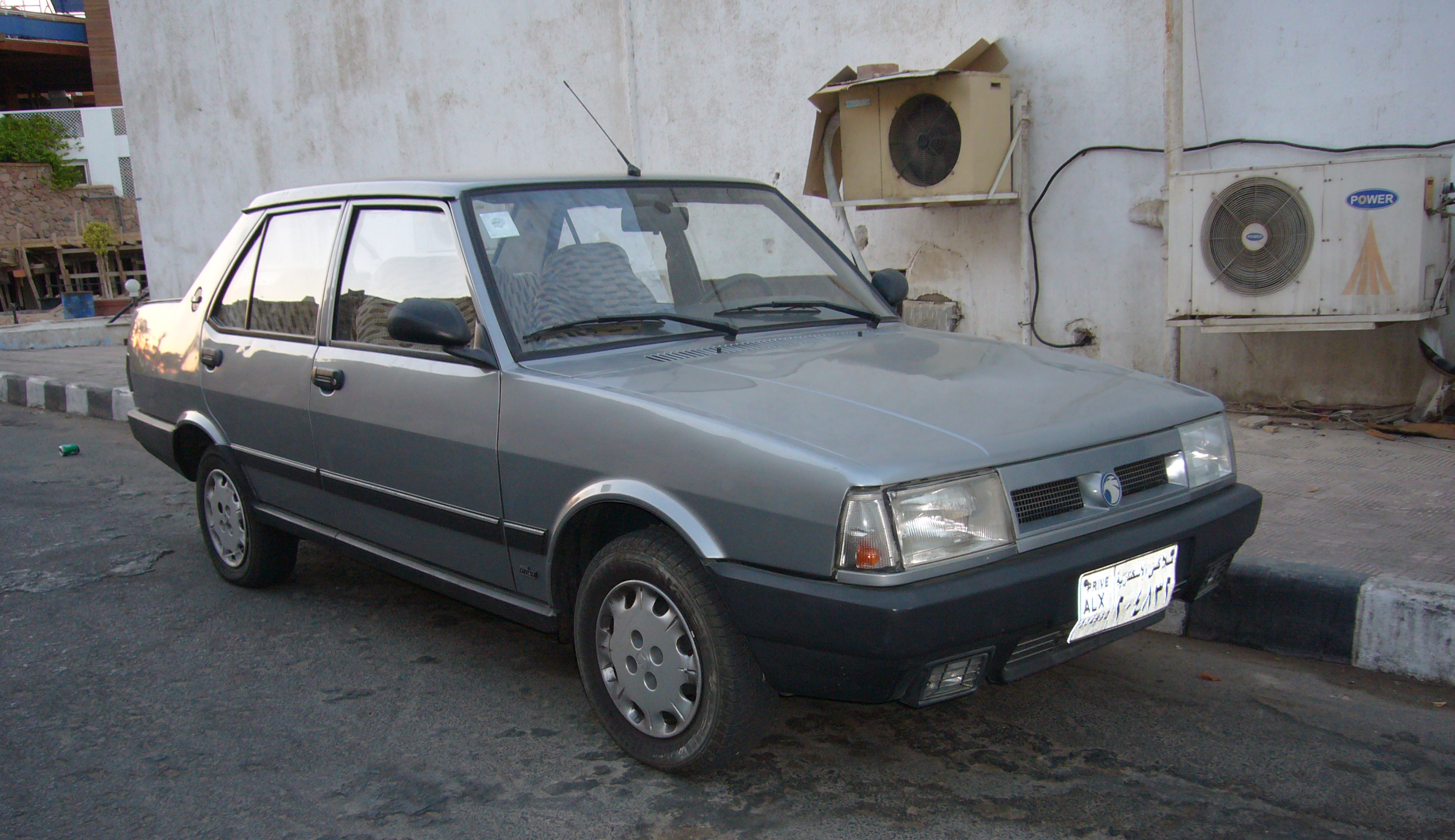
نصر شاهين
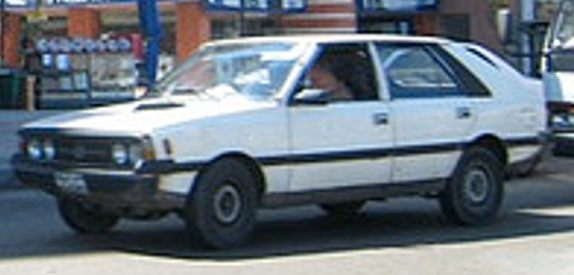
نصر بولونيز
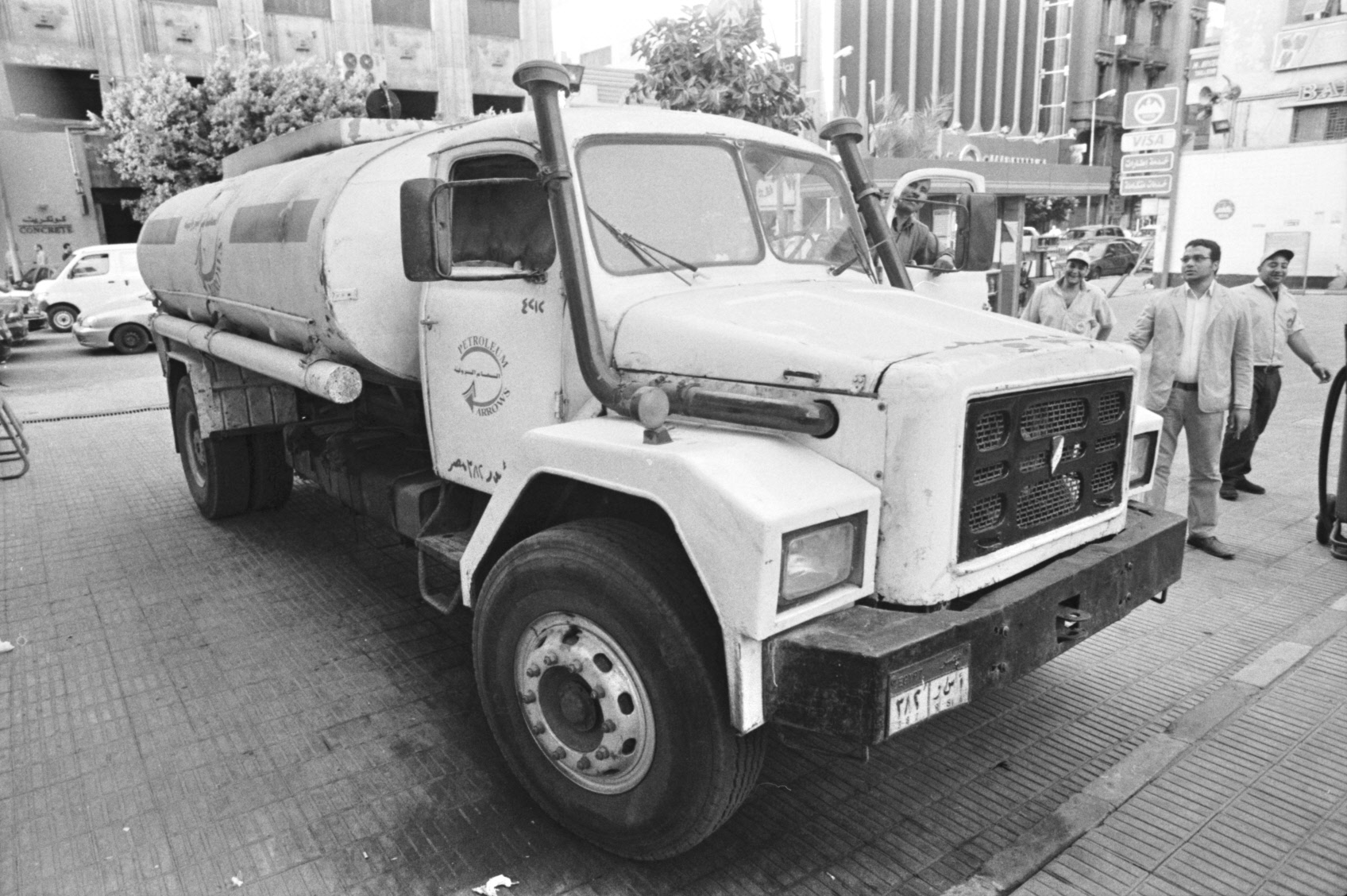
شاحنة
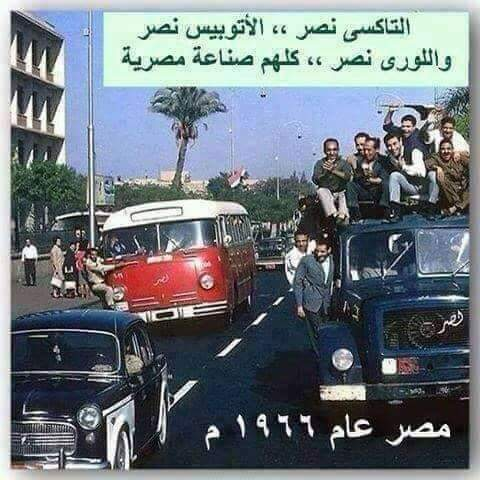
مركبات
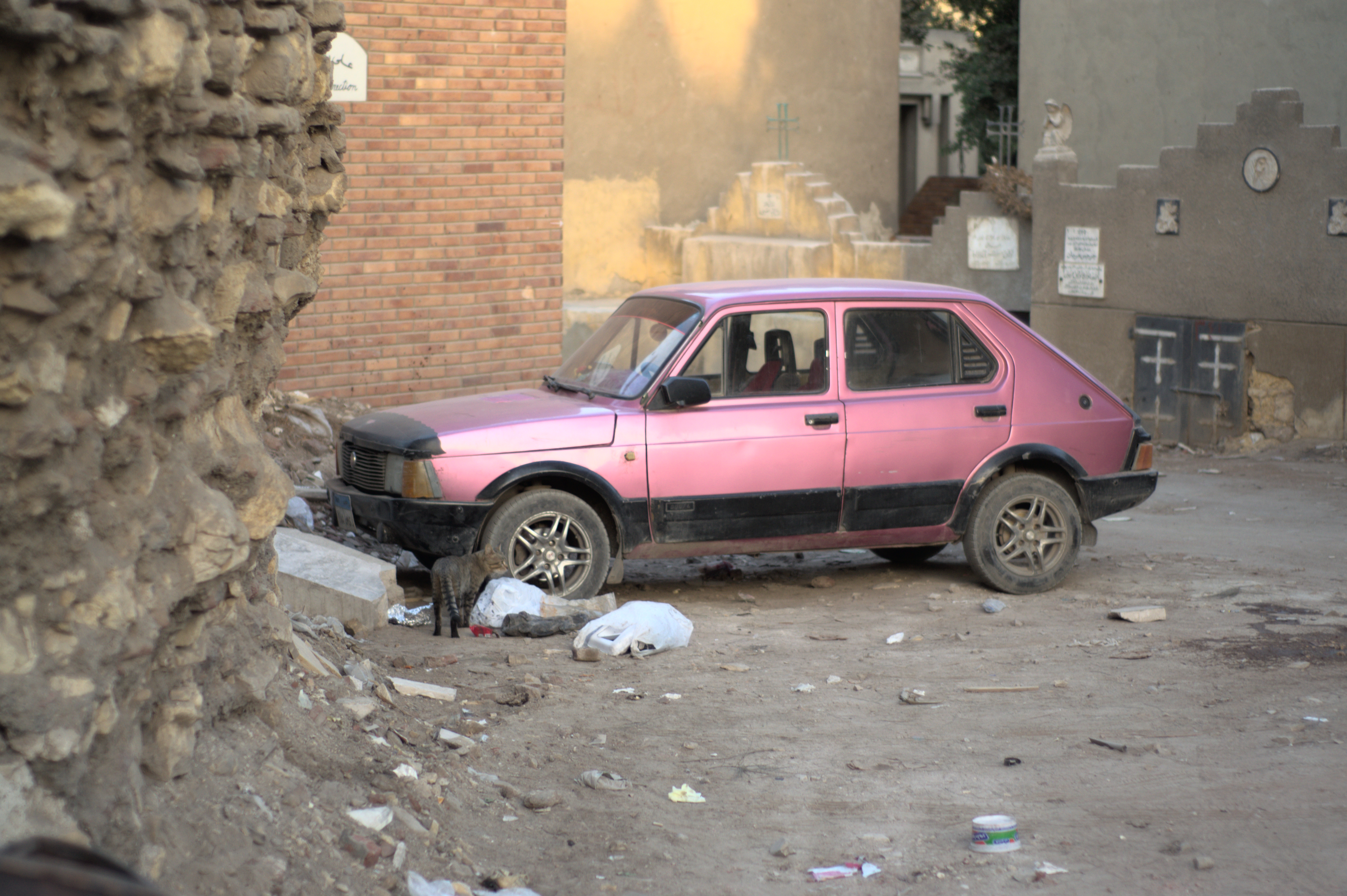
نصر 128
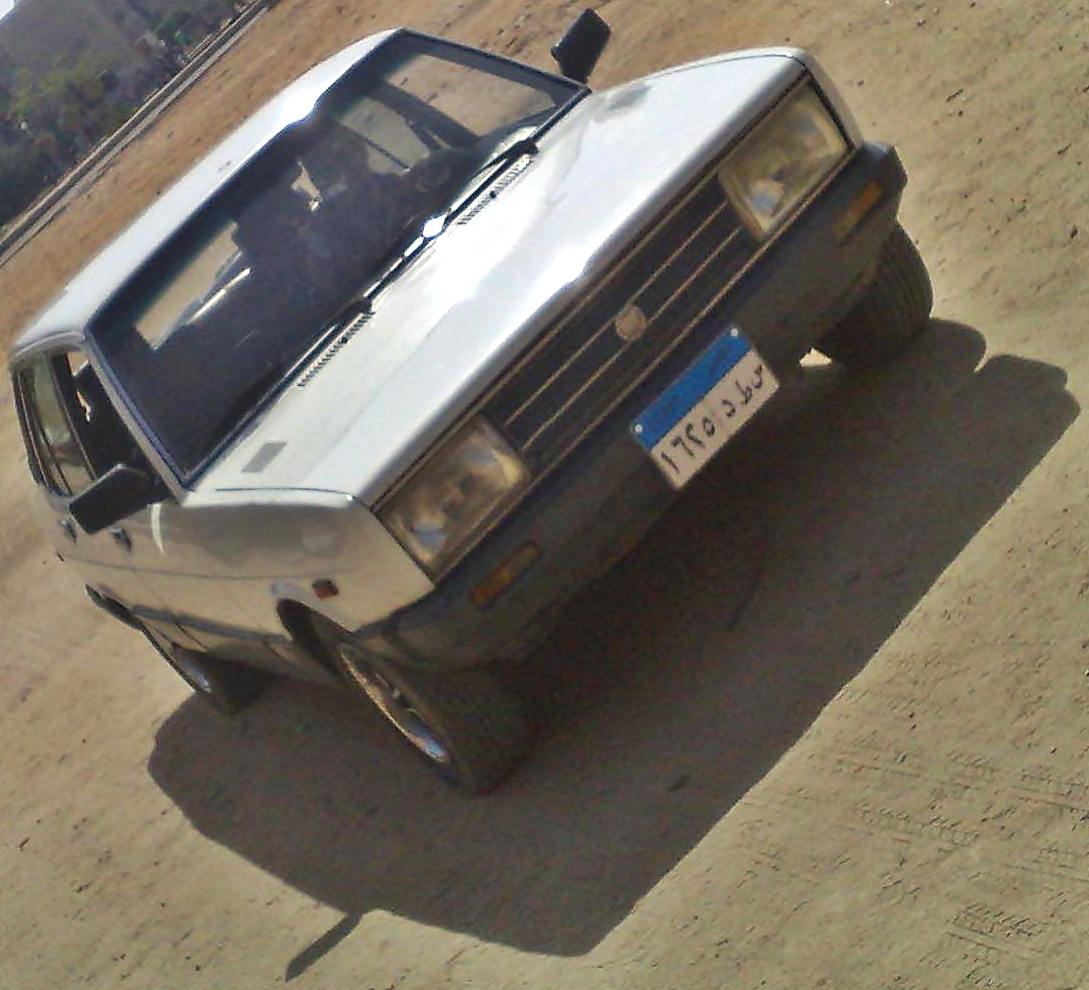
نصر 131

## انظر أيضّاً
- مجموعة غبور
- العربية الأمريكية للسيارات

## وصلات خارجية
- الموقع الرسمي للشركة.
- صفحة الشركة من موقع الشركة القابضة للصناعات المعدنية.